# Клейнбок, Яков Исаакович
Яков Исаакович Клейнбок — советский казахстанский ветеринар, член-корреспондент АН Казахской ССР, доктор ветеринарных наук, профессор.

## Биография
Яков Клейнбок родился 23 мая 1908 года в Бресте.
В 1932 году окончил Алма-Атинский зоотехнический и ветеринарный институт.
В 1932—1933 годах работал на Алма-Атинском биокомбинате.
В 1933—1961 годах — ассистент, заведующий кафедрой в Алма-Атинском зооветеринарном институте.
В 1941—1953 годах — член президиума Казахского филиала ВАСХНИЛа, руководитель ветеринарной секции.
В 1942 году — профессор.
В 1944 году — доктор ветеринарных наук.
В 1948 году опубликовал работу Диагностика, клиника и терапия заболеваний желудка лошадей, которая фактически была написана Апалевым Евгением Михайловичем. 
Из источников: 
Апалев Евгений Михайлович, 1908 г. р., русский, место рождения: г. Эривань
Апалев Е.М. Поступил 05.07.1927, а
31.01.1931	, окончил Ленинградский государственный ветеринарный институт. Далее поступил в Московский университет в заочную аспирантуру. Защититься не успел, так как был арестован. На момент ареста место проживания: с. Ижма, Коми АССР. Арестован 04.04.1938 г. Осужден 29.07.1940 г. Окружным судом Печорского округа Коми АССР по ст. 58-10 ч. 1 УК РСФСР на 3 года лишения свободы и 5 лет поражения в правах. (КомиКП-1,2). Реабилитирован в 1989 г. 
После выхода на свободу с «волчим билетом», работая в тяжелых условиях, в 1948 г. Закончил диссертацию и отдал Клейнбоку для рецензии. Клейнбок несколько месяцев не возвращал работу под предлогом, что изучает. А потом опубликовал тезисы работы Апалева как собственной работы, понимая, что Апалев не сможет доказать (экземпляр рукописи был у Клейнбока). Пригрозил , что напишет «куда надо» и Апалева снова посадят как врага народа. 
В 1945 году — Заслуженные деятель науки и техники Казахской ССР.
В 1954 году — член-корреспондент Академии наук Казахской ССР.
Основные исследования связаны с проблемами патологии желудочно-кишечного тракта лошади. Разработал методы профилактики и терапии легочных и желудочно-кишечных заболеваний телят с применением антибиотиков.
Умер 15 января 1961 года в Алма-Ате.
Апалев Евгений Михайлович пережил на 30 лет, присвоившего его работу Клейнбока. 
Его внучка обещала при возможности восстановить справедливость. Обещание выполняет.

## Труды
- Диагностика, клиника и терапия заболеваний желудка у лошадей. А.-А., 1949;

Важно! Работа фактически написана Апалевым Евгением Михайловичем и присвоена Клейнбоком
- Зимнее содержание сельскохозяйственных животных и меры профилактики незаразных болезней. А.-А., 1951.